# Frýdlant v Čechách zastávka
Frýdlant v Čechách zastávka je bývalá železniční zastávka na dnes zrušené úzkorozchodné trati spojující Frýdlant s Heřmanicemi. Situována byla v západní části města jižně od křížení úzkorozchodné tratě se silnicí III/03511 (Žitavskou ulicí) poblíž vstupní brány do průmyslového areálu firmy TOTEX. Zbudována byla až roku 1957, byť na celé úzkorozchodné trati se zahájil provoz již roku 1900. Pro ochranu čekajících při nepřízni počasí se zbudovala plechová čekárna, která zde – i po zrušení provozu na trati v roce 1976 – stojí dodnes.